# 光翼戦姫エクスティア
『光翼戦姫エクスティア』（こうよくせんきエクスティア）は、2015年にLusteriseで発売されたアダルトゲームシリーズ。メインシリーズの原画はinoino、シナリオは上田ながのが務めている。
異世界から現れた敵に変身して戦うことになった光翼戦姫エクスティアこと葛城真理奈と、その幼なじみの主人公・紫峰創真の戦いと愛を描いた変身ヒロイン（戦闘美少女）作品で、メインストーリーは2020年発売の第4作『光翼戦姫エクスティア3』で完結している。またメインストーリーとは別に各種サイドストーリーも制作されている。
2023年からは登場人物や舞台を一新し、原画担当者も神剣桜花に交代した新シリーズ『光翼戦姫エクスティアコンチェルト』シリーズが展開されている。

## シリーズ作品

### メインストーリー
シリーズの中核をなす作品群。第3作の『光翼戦姫エクスティアA』のみシリーズ通してのメインヒロインである真理奈を中心に据えてないことからナンバリングタイトルにはなっていないが、メインストーリーを構成する作品として扱われる。各作品ともパッケージ版の初回特典としてアンソロジーコミック形式の小冊子が同梱されている。
|   | 作品名                                        | 発売日 | 備考 |
| - | --------------------------------------------- | --- | ---- |
| 1 | 光翼戦姫エクスティア                          | 2015年5月29日 |      |
| 2 | 光翼戦姫エクスティアII                        | 2016年1月29日 |      |
| 3 | 光翼戦姫エクスティアA                         | 2017年5月26日 |      |
| 4 | 光翼戦姫エクスティア3                         | 2020年3月27日 |      |
| - | 光翼戦姫エクスティア コンプリートエディション | 上記4作品に加え以下の2つを同梱 - 店舗特典用のボイスドラマやイラスト、設定イラスト集などを収録したボーナスディスク - これまでの特典小冊子をまとめた小冊子 |      |

### Side Episode
メインストーリーとは異なる「if」の物語を描いたサイドストーリーで、いずれもFANZA（side.1〜6のリリース当時は旧称のDMM.R18）からダウンロード販売で発売されている。side.1〜3は第1作、side.4〜6は『エクスティアII』、side.7〜9は『エクスティアA』にそれぞれ対応する。また、外部の原画家・シナリオライターが制作に参加しているのも特徴となる。
|   | 作品名                                                        | 発売日         | 原画     | シナリオ               |
| - | ------------------------------------------------------------- | -------------- | -------- | ---------------------- |
| 1 | 光翼戦姫エクスティア side.1『ショタ牛怪人、爆乳化の罠』       | 2015年12月4日  | 宮越良月 | 真田クロ、いなづまこと |
| 2 | 光翼戦姫エクスティア side.2『粘液怪人、強制発情の罠』         | 2015年12月11日 | 翡翠石   | 灯龍                   |
| 3 | 光翼戦姫エクスティア side.3『植物怪人、淫欲洗脳種の罠』       | 2015年12月4日  | 宮代     | ADU                    |
| 4 | 光翼戦姫エクスティア side.4『ガヌスギル、逆襲の肛虐調教』     | 2017年5月12日  | 宮越良月 | 真田クロ、いなづまこと |
| 5 | 光翼戦姫エクスティア side.5『ドドメギル、淫欲の魔眼責め』     | 2017年5月19日  | 8000     | ADU                    |
| 6 | 光翼戦姫エクスティア side.6『プラナギル、触手繁殖の罠』       | 2017年6月2日   | 竜胆     | 上田ながの             |
| 7 | 光翼戦姫エクスティア side.7『サキュバギル、淫魔転生への誘い』 | 2020年3月13日  | 三夜代   | 小熊猫八               |
| 8 | 光翼戦姫エクスティア side.8『アルケギル、呪縛の淫毒調教』     | 2020年3月19日  | イカめし | 坂元星日               |
| 9 | 光翼戦姫エクスティア side.9『ヒュプノギル、隷落の催眠調教』   | 2020年4月24日  | 左藤空気 | ADU                    |

### パラレルエピソード
『エクスティア3』時点でのこれまでの作品の設定や展開を活かした全3作品の新たなifストーリー作品で、2022年5月27日に公式サイト・Twitterで発売が発表された。基本的にFANZAでの単品ダウンロード販売のみだが、3作品をまとめたコンプリートエディションもパッケージ版・ダウンロード版双方で発売されておいる。その一方でダウンロード版はボイスドラマ付の限定版も発売されている。ここでは便宜上『パラレルエピソード』の後にダウンロード販売予定で、同じく『エクスティア3』の設定に準拠している『エクスティアR』も含める。
|   | 作品名                                                             | 発売日        | 備考                                  |
| - | ------------------------------------------------------------------ | ------------- | ------------------------------------- |
| 1 | 光翼戦姫エクスティアP Parallel Episode1：魔法少女ぱすてるまりぃ☆彡 | 2022年6月26日 |                                       |
| 2 | 光翼戦姫エクスティアF Parallel Episode2：リユニオン                | 2022年7月29日 |                                       |
| 3 | 光翼戦姫エクスティアTS Parallel Episode3：トワイライトセイバー     | 2022年9月30日 |                                       |
| - | 光翼戦姫エクスティア パラレルエピソード コンプリートエディション   | 2022年9月30日 | 上記3作品に加え設定資料集データを収録 |
| - | 光翼戦姫エクスティアR 紅の女王                                     | 2024年6月28日 |                                       |

### 光翼戦姫エクスティアコンチェルト
これまでの設定を活かしながら、舞台を川堂東市に変更し、登場人物も一新した全2作の新作として2023年5月26日に公式サイト・Twitterで発売が発表、その後続編2作品のリリースも発表された。基本的にFANZAでの単品ダウンロード販売のみでボイスドラマ付の限定版も併売（1年後にDLSiteでも販売開始）。また2作品ずつをまとめたセット版もパッケージ版・ダウンロード版双方で発売されている。2025年10月には最終章となるフルプライスタイトル『光翼戦姫エクスティアコンチェルト フィナーレ』が発売予定となっている。
|   | 作品名                                                    | 発売日             | 備考 |
| - | --------------------------------------------------------- | ------------------ | --- |
| 1 | 光翼戦姫エクスティアコンチェルト1                         | 2023年8月25日      | |
| 2 | 光翼戦姫エクスティアコンチェルト2                         | 2023年9月29日      | |
| - | 光翼戦姫エクスティアコンチェルト1+2                       | 2023年9月29日      | 上記2作品に加えボイスドラマデータを収録、特典小冊子を同梱（ダウンロード版は小冊子データを収録）           |
| 3 | 光翼戦姫エクスティアコンチェルト3                         | 2024年7月26日      | |
| 4 | 光翼戦姫エクスティアコンチェルト4                         | 2024年8月30日      | |
| - | 光翼戦姫エクスティアコンチェルト3+4                       | 2024年8月30日      | 上記2作品に加えボイスドラマデータを収録、特典小冊子を同梱（ダウンロード版は小冊子データを収録）           |
| - | 光翼戦姫エクスティアコンチェルト1〜4 FULL PACKAGE         | 2024年8月30日      | 上記4作品・ボイスドラマデータ・特典小冊子・設定資料集データのダウンロードシリアルコードのフルパッケージ版 |
| 5 | 光翼戦姫エクスティアコンチェルト フィナーレ               | 2025年10月31日予定 | |
| - | 光翼戦姫エクスティアコンチェルト コンプリートエディション | 2025年10月31日予定 | 上記5作品・ボイスドラマデータ・特典小冊子・設定資料集データのダウンロードシリアルコードのフルパッケージ版 |

## あらすじ
光翼戦姫エクスティア
桜代学園に通う紫峰創真と葛城真理奈とは幼なじみの関係ではあるものの、一歩先に踏み出すことができないでいた。
そんなある日の夕方、2人は異世界カルローンにある魔導帝国ロギアから襲来した怪物の襲撃に遭う。人間を襲い、犯し、魔力を奪い去ろうとする彼らには為す術も無く、絶体絶命となった2人の前に科学者の天久保百合が現れ、真理奈にエクスデバイスを投げ渡し、キーワードを唱えるよう促す。その瞬間真理奈は内なる力を発揮させ、光翼戦姫エクスティアへと変身し、その力で怪物達を退けることができた。
百合は真理奈に侵略者と戦うよう頼み込み、創真の後押しもあって真理奈も戦うことを決意する。だが、エクスデバイスを発動するに必要なエネルギー・PPは性的快感を得ることで蓄積される。こうした事から創真と真理奈の戦いとHな日々が始まることになる。
光翼戦姫エクスティア2
魔導帝国ロギアからの侵略者ジネーヴラを退けることに成功したエクスティアこと真理奈と創真。その後も帝国による侵攻の残滓・ギルツシードによって生み出された怪物をエクスティアが退治していた。
そうした事が続いていたある日、ロギアから新たな侵略者、剛将軍ガルゾム率いる軍勢が現れエクスティアと交戦する。しかしエクスティアは侵略軍の罠にはまり、変身できなくなる。
絶体絶命の中、カルローンからやってきた少女が姿を現す。パラディル王国の王女、リースヴェルヌ＝シュゼット＝パラディル（リース）だった。彼女は持ち前の魔力によってエクスデバイスを起動させ、エクスティア・シュバリエとなってその力でガルゾム達を撤退させた。
リースは戦士として真理奈と意気投合し、共にロギアからの侵略に立ち向かうため戦うことになった。だがリースのPPの回復にはやはり性的快感が必要。創真は真理奈がいるにもかかわらずリースと性行為をし、真理奈もそれをただ見ているしかできない。果たして真理奈は再び変身できるようになるのか、そして戦いの行方は。
光翼戦姫エクスティアA
ガルゾムの侵攻を退けたエクスティア達。春休みに入り百合が資金を出す形で旅行に出かけることを勧めるが、創真は期末テストの結果が振るわず補習を受けるため残ることになり、真理奈とリースは旅行に行ってしまう。
そんな補習からの帰りに、ロギア皇帝の娘、元皇女のアザリンと再会する。エクスティアとの交戦を経てエクスティアをライバル視するようになり、時には激突し、時には共闘した末に、彼女はロギアから離反し、今ではこの世界の生活になじんでいた。
だがその時、かつて倒したジネーヴラがジネーヴラΩとして復活、襲撃し始める。真理奈とリースがいない状況、創真はアザリンにエクスデバイスを渡し、彼女に戦うよう請う。こうしてアザリンは仇敵であるエクスティアの力を得てエクスティア・マギカとなり、ジネーヴラΩの企みを阻止するために戦うことになる。
光翼戦姫エクスティア3
エクスティア・マギカとなったアザリンによって復活したジネーブラは倒され、再び平穏な日々が戻った創真たち。リースは様子を見るため異世界の故郷に一旦戻り、創真と真理奈は恋人らしく学生生活を満喫することになる。
しかし再びロギアからの怪人が出現、真理奈もエクスティアとなって戦うことになるが、その前に現れた四天王の一人ナイオーロが立ちはだかり、エクスティアを圧倒してしまう。
新たな強敵の出現にいかに立ち向かうか。新たな戦い、そして創真と真理奈＝エクスティアとの絆の新たな物語が始まる。
光翼戦姫エクスティア Side Episode
光翼戦姫エクスティア パラレルエピソード
光翼戦姫エクスティアP Parallel Episode1：魔法少女ぱすてるまりぃ☆彡
『3』作中でのシチュエーションを元に、独立したストーリーとして作成。
葛城真理奈は使い魔あらまきと出会ったことで魔法少女ぱすてるまりぃ☆彡へと変身、怪人と戦い次元の穴を塞ぐ事になる。秘密を隠しながらその役目を全うできるのか。
光翼戦姫エクスティアF Parallel Episode2：リユニオン
『3』の数年後、百合の元に消息不明の楓とそっくりな女性が人里離れた島に居るという情報が舞い込む。
百合は創真とともに真相を確かめるために島へと向かう。
光翼戦姫エクスティアTS Parallel Episode3：トワイライトセイバー
『3』で真理奈たち4人がナイオーロに倒され、変身できず戦えなくなった。
創真はエクスティアシステムを起動しエクスティア・スピカへと変身、ナイオーロを倒すことに成功するが、その反動で女性の身体になってしまう。
光翼戦姫エクスティアR 紅の女王
『3』で現実世界の平和を取り戻したのを受け、リースは故郷パラディル王国を再建するため異世界へと戻る。故郷ではリースの帰還を受け歓迎するが、帝国の侵攻により疲弊し、苦しい生活を強いられる状況だった。
リースは帝国の侵略から故郷を守り、再建できるのだろうか。
光翼戦姫エクスティアコンチェルト
光翼戦姫エクスティアコンチェルト1
川堂東市においてギルツシードが発見された。一般人の怪人化を防ぐため科学者の井高野一花はギルツシードの捜索に乗り出す。そんな時に川堂東学園に通う相川春乃が怪人に襲われてしまう。その現場に出くわした一花は春乃にPPの才能があることを見抜き、エクスデバイスを渡す。春乃は新たなエクスティア、エクスティア・イグニスへと変身、怪人を退けた。春乃は一花の頼みもあり、ギルツシードの捜索に協力することになる。
光翼戦姫エクスティアコンチェルト2
春乃がイグニスに変身してギルツシードの回収を行っている同時期、夜間にもう一人のエクスティアが行動を始めていた。それは同じ学園に通う菅原冬華が変身したエクスティア・ルーナだった。普段は寡黙で目立たない冬華がなぜ変身し、ギルツシードを狙って怪人と戦うのか、その目的とは。
光翼戦姫エクスティアコンチェルト3
春乃と冬華の活躍でギルツシードは回収され、平和が戻ったかと思われたが、突如異世界との扉が開き、2人は飲み込まれてしまう。
その後現れた怪人に対し、柴島千秋は一花に協力、エクスティア・アクアとして戦っていたが、幹部のキレリとの戦闘でデバイスが損傷してしまう。危機に陥った千秋を幼なじみの大隅夏音が助けようとデバイスを起動、エクスティア・ソルへと変身する。夏音はその天賦の才で怪人たちと戦っていくことになる。
光翼戦姫エクスティアコンチェルト4
夏音の活躍でキレリを撃退することに成功したが、その双子の姉ワウリがその後を引き継ぎ侵略、今度は夏音のデバイスが損傷したことで戦えなくなり、復帰した千秋が戦うことになる。
戦えずもどかしい思いをしながらも千秋をサポートする夏音に対し、千秋自身はその夏音がそばにいることで心穏やかでない。千秋は皆を守ることができるのか。
光翼戦姫エクスティアコンチェルト フィナーレ
夏音と千秋の活躍で異世界からの侵略を防ぎ、さらに春乃と冬華も帰還。4人は激しくなる侵略者との戦いに立ち向かう。その最中、新たなエクスティアが現れ、春乃たちと戦いを繰り広げる。春乃たちが倒した後には記憶喪失の少女シグレの姿があった。シグレ、そして謎のエクスティアの正体とは。異世界との攻防の行方は。

## 登場キャラクター

### 主要キャラクター
紫峰創真（しほう そうま）
シリーズの主人公。真理奈とは幼なじみで、エクスティアとしての戦いを通じて恋人となる。軽薄でスケベなことを言う事もあるが、正義感が強く、熱血漢。エクスティアとなった真理奈に協力し、状況判断や支援をする一方、PPを回復させるため性行為も行う。
どのタイトルにおいてもハッピーエンドでは作品のヒロインと結ばれてエンディングとなる。一方で全作品に完備されている悪堕ちルートと各種怪人等の敗北エンドでは悲惨な末路を辿ることが多く、遂にパラレルエピソードでは真理奈たちに代わって自身も女体化して戦うこととなった。
葛城創真（パラレルエピソード1に登場）
葛城紫織（かつらぎ しおり） / エクスティア・スピカ（パラレルエピソード3に登場）
声 - 花寺香蓮
真理奈たちが戦えなくなった状況でエクスティアシステムを起動させた創真が変身した姿。この時システムの反動により女体化してしまっている。変身後は濃い青と白を基調としたコスチューム、髪は金髪へと変わる。創真が普段から使用していたPPガンを元にした二丁拳銃を武器として用い、ビームによる刃を出して戦うことも可能。
エクスティア達と共に戦ってきたこと、自身もPPの適性が高いこと、常日頃から自身もエクスティアと共に戦いたいという強い思いから最強クラスのエクスティアとなりアザリンが使用したエクスビットも初見で使いこなして見せた。エクスティア４人でも勝てなかった相手をなんとか１人で倒すほどの実力。
一方で、元々エクスティアは適性のある女性のみ変身できることに加え、テスト用デバイスを使用した変身であることから変身をすればするほど自身の体が女性に近づいていき、女性の葛城紫織の意識が強くなり、男としての葛城創真の意識も希薄になっていくデメリットを抱えている。
専用の変身アニメと前口上での決め台詞がある。
淫魔聖妃ルクシエル（パラレルエピソード3に登場）
ナイオーロ因子を素に魂から作り変えられたエクスティア・スピカの姿。
専用の変身アニメと前口上での決め台詞がある。
葛城真理奈（かつらぎ まりな）
声 - 葉村夏緒
シリーズ通しての中心的なヒロインで、1作目および『3』でのメインヒロイン。恋人となった創真とは幼なじみかつ同じ学園に通っており、彼のことを「創ちゃん」と呼んでいる。心優しく人当たりのいい性格で男女問わず人気も高い。健気で正義感にあふれ、皆のために戦う芯の強さも持つ。黒いロングヘアが特徴。
持ち前の潜在能力の高さを百合に見込まれ、エクスティアに変身し異世界からの侵略者と戦うことになる。
光翼戦姫エクスティア（無印、2、3に登場）
真理奈が変身した姿で、エクスティア（ExS-TIA）とは「EX-Spritual Transfer Interface&Acceleratior（潜在的精神力を増幅させ、発現させるインターフェイス）」の意。変身デバイス「エクスデバイス」（PPドライブ）を用いて変身し、人間に内在する潜在能力PP（Phsical Photon、フィジカルフォトン）を発揮させ、常人の数倍の身体能力を持つ。変身後は白と青を基調としたコスチュームに、髪の色も青になる。専用武器としてガンブレイド・エクスセイバーを用い、遠近ともに戦闘をこなす。必殺技はPPを奔流のように打ち出すフォトンパニッシャー。
『3』ではエクスデバイスに改良が加えられたためコスチュームのデザインも変化した。主な変更点は胸のエクスデバイスの意匠と、背中や手の甲のパーツの追加、スカートのデザイン、ブーツの発光パーツなど。
専用の変身アニメと前口上での決め台詞がある。
聖翼戦姫セレスティア（3に登場）
真理奈がリースとアザリンの力を受け取り変身した最強フォーム。生やした翼が2対になり、スカートの量も増え、左右の髪飾りのデザインも変更され強化形態を意識したデザイン。
専用の変身アニメがある。
洗脳エクスティア（1に登場）
ジネーヴラに洗脳されたエクスティアの姿。戦闘員的衣装で華やかさのあるエクスティアとは対照的に、黒いボディスーツに鋭角的なブーツやバイザーなど刺々しい印象を受ける。髪の毛は銀色、目は赤色に変色している(他の洗脳フォームも同様)。
変身アニメと淫紋はない。
淫魔ルクスティア（1に登場）・リュミスティア（2に登場）
ジネーヴラにギルツシードを埋め込まれて怪人化したエクスティアの姿。髪の毛は赤みを帯びた銀髪、目は赤色に変色している(他の悪堕ちフォームも同様)。武器は大鎌。
2ではリュミスティアの名称で登場。デザインはほとんど同じ
専用の変身アニメがある。
淫紋は怪人化時に全身を覆った後に下腹部だけ残るもの。
黒翼戦姫ダークエクスティア（3に登場）
ナイオーロに洗脳された真理奈が変身した姿。武器は蛇腹剣。
専用の変身アニメと前口上での決め台詞がある。
淫紋は下腹部の一箇所。
他のヒロイン3人もダークエクスティアになる予定で設定画も用意されたが没になった。
淫魔聖姫ルクスリア（3に登場）
ナイオーロ因子を素に魂から作り変えられたエクスティアの姿。武器は三叉槍。
専用の変身アニメと前口上での決め台詞がある。
淫紋は下腹部、臀部、背中、胸、首の五カ所。
胸のエクスデバイスは消失。
黒翼隷姫エクスレイヴ-α（3に登場）
楓に洗脳された真理奈が変身した姿。
専用の変身アニメおよび淫紋はない。
魔法少女みるきぃマリィ（3に登場）
ハイラギルにより洗脳された真理奈が変身した姿。
魔法少女ぱすてるまりぃ（パラレルエピソード1に登場）
あらまきによって真理奈が変身した姿。
専用の変身アニメがある。
妖狐真理奈
リースヴェルヌ＝シュゼット＝パラディル
声 - 葵時緒
『II』『R』のメインヒロインで、『A』以降も登場する。愛称は「リース」。異世界カルローンにあるパラディル王国の王女で、凛としたクールかつ気丈な性格だが、年頃の少女のような天真爛漫さも併せ持つ。王家伝来の剣を振るう姫騎士でもあり、優れた剣技を身につけている。普段は創真や真理奈と同じ学園に通う。赤いリボンで結んだ金髪のポニーテールが特徴。
魔導帝国ロギアとは因縁があり、現実世界にやってきてからはPPに匹敵する魔力を持つことからエクスデバイスを用いてエクスティア・シュヴァリエへと変身する。
エクスティア・シュヴァリエ
リースヴェルヌが変身した姿で、変身後は赤と白を基調としたコスチュームに、髪の色も赤になる。専用武器として大剣グランレクスをもち、それを振るっての近接攻撃を得意とする。必殺技は炎を放つクリムゾンパニッシャー。
専用の変身アニメがある。
紅翼戦姫セレスティア・パラディン（Rに登場）
創真のリースを想いやる心とPP、パラディル王国に伝わるグランレクスとグランディエルの2つの秘宝が一つに合わさったことでリースが変身した姿。
専用の変身アニメがある。
殺戮戦姫リース
ガルゾムにギルツシードを埋め込まれて変貌したリースの姿。
専用の変身アニメがある。
淫魔リリスティア・リズエル（3に登場）
ナイオーロとルクスリアによって作り変えられたリースの姿。
専用の変身アニメがある。
黒翼隷姫エクスレイヴ-β（3に登場）
楓に洗脳されたリースが変身した姿。
漆黒竜姫アビスティア・ドラグーン（Rに登場）
オズワルドの奸計に堕ち、王家の秘宝を取り込んで変貌したリースの姿。
専用の変身アニメがある。
アザリン
声 - 花澤さくら
1作目から登場するサブヒロインで、『A』ではメインヒロイン。異世界カルローンにある魔導帝国ロギアの皇帝の娘で、強大な魔力を持つ実力者。わがままかつ自由奔放な性格で楽しいことが好き。戦闘時は巨大な魔導鎚デインボルグを用いて破壊の力を使う。
帝国からの先遣隊の荷物に紛れる形で現実世界にやってきた。その後エクスティアとの交戦から彼女をライバル視するようになり、彼女との戦いに固執した結果、帝国から離反しそのまま現実世界で暮らすことになる。その一方で『A』からは創真から渡されたエクスデバイスを用いて自ら第3のエクスティア、エクスティア・マギカへ変身することになる。現実世界では本屋でバイト中。好きなものは牛丼。
エクスティア・マギカ
アザリンが変身した姿で、変身後は黄色と白を基調としたコスチュームに、髪の色は紫になる。4つの自律飛行ユニット・エクスビットを自在に操り、多角的な攻撃を得意とする。必殺技は電撃を発射するライトニングパニッシャー。
専用の変身アニメがある。
リベレイター・アザリン
ジネーヴラΩの調教を受けた百合により改変されたエクスデバイスを用いて変身したアザリンの姿。
専用の変身アニメがある。
淫魔リリスティア・アズエル（3に登場）
ナイオーロとルクスリアによって作り変えられたアザリンの姿。
専用の変身アニメがある。
黒翼隷姫エクスレイヴ-γ（3に登場）
楓に洗脳されたアザリンが変身した姿。
天久保百合（あまくぼ ゆり）
声 - 手塚りょうこ
1作目から登場するサブヒロイン。普段は学園の保健医として勤務しているが、その正体は人間の潜在能力を研究し20代にしてエクスティアシステムを開発した若き天才科学者。マイペースな性格ではあるものの、極めて冷静沈着で、時折鋭い分析を見せる。抑揚のない口調が特徴で、人前では躊躇うような言葉も平気で使う。
エクスデバイスの開発・メンテナンスや敵の出現情報など、エクスティア達のサポートをしつつ、保健医としても彼らの心身のケアに努める。『A』からは試作型エクスデバイスを自ら用いてエクスティア・フローラに変身するが、自らが小柄で非力であることを分かっているため、あくまで変身は緊急時の措置として、普段は後方支援に徹している。
エクスティア・フローラ
百合が変身した姿で、変身後は紫と白を基調としたコスチュームに、髪は緑色のツインテールになり、普段着用しているメガネもなくなる。自らの低い運動能力を補うため、右腕に装着した砲撃ユニットを用いて高威力の遠距離攻撃を行う。
戦闘においては素人でろくに攻撃を当てることができないが、創真や他のエクスティア達のサポートがあって戦うことができる。
専用の変身アニメがある。
エクスティア・フローラ・リユニオン
リベレイター・ユリ
ジネーヴラΩの調教を受けた百合により自ら改変したエクスデバイスを用いて変身した百合の姿。
専用の変身アニメがある。
淫魔リリスティア・ユリエル（3に登場）
ナイオーロとルクスリアによって作り変えられた百合の姿。
専用の変身アニメがある。
黒翼隷姫エクスレイヴ-δ（3に登場）
楓に洗脳された百合が変身した姿。
超越双姫レクスティア・リリ（パラレルエピソード2に登場）
楓と百合が全てをやり直すために融合し、双子の姉妹として生まれ直した姿のうち、かつて百合だった者。銀色のロングツインテールで左側のテールにハードパーツが着けられている。
クレア・オースチン
声 - 叶一華
『エクスティアR』に登場する、リースの幼なじみ。リースがいない間、パラディル王国の宰相として国を支えている。

### コンチェルトの主要キャラクター
相川春乃（あいかわ はるの）
声 - 花月さや
『コンチェルト1』のメインヒロイン。明るく真面目で芯の強い優等生。
エクスティア・イグニス
春乃が変身した姿。変身後はピンクと白を基調としたコスチュームに、髪の色も薄ピンクになる。
菅原冬華（すがはら とうか）
声 - 佐倉もも花
『コンチェルト2』のメインヒロイン。いつも一人でいるクール系に見えるミステリアスな少女。
エクスティア・ルーナ
冬華が変身した姿。変身後は紫を基調としたコスチュームに、髪の色も薄紫になる。
大隅夏音（おおすみ かのん）
声 - 叶一華
『コンチェルト3』のメインヒロイン。身体を動かすことが好きで明るい性格の持ち主。曲がったことが嫌いで、いじめに対して許せず、そのことからいじめられていた千明を助けてから友達になる。
エクスティア・ソル
夏音が変身した姿。変身後はオレンジと白を基調としたコスチュームに、髪の色も赤みがかった色になる。
柴島千秋（くにじま ちあき）
声 - アイネ・A・ロメロ
『コンチェルト4』のメインヒロイン。内向的でおとなしく、頭が良い。芯が強く一途になる面も持つ。社交的で無いことからいじめられたときに夏音に助けられて以来親友になるが、彼女に依存している事を意識している。
エクスティア・アクア
千秋が変身した姿。変身後は青を白調としたコスチュームに、髪の色も緑系になる。
シグレ
声 - 未公表
記憶を失った謎の少女。厭世的で人との付き合いを避けがちだが、寂しがり屋のところもある。

井高野一花（いたかの いちか）
声 - 倉下撫子
ギルツシードを捜索するため川堂東市にやってきた科学者。普段から丁寧語で話す。
菅原美冬（すがはら みふゆ）
声 - 乙倉由依
冬華の妹。明るく元気で無邪気だが、ギルツシードの影響で身体が弱くなっている。
神新丈（かみしん じょう）
主に生体に関するプロフェッショナルの科学者。
豊里俊太郎（とよさと しゅんたろう）
春乃の幼馴染み。

### 魔導帝国ロギア

#### 『光翼戦姫エクスティア』より登場
ジネーヴラ
四天王のひとり
ギムリアン
ガヌスギル
グラケギル
ヴァボサギル
ジェリシギル
声 - 柚原みう
グアイウ
オブスミン

#### 『光翼戦姫エクスティアⅡ』より登場
ガルゾム
四天王のひとり
ルプスギル
バフラギル
声 - 天間あい
フォサルギル
ヴェステギル
声 - 藤乃理香

#### 『光翼戦姫エクスティアA』より登場
スポルギル
ピコロギル
グラケギルβ
ジネーヴラΩ

#### 『光翼戦姫エクスティア3』より登場
ナイオーロ
四天王のひとり
アブソギル
マニピュギル
ガルムギル
天久保楓
声 - 一原わこ
百合の姉。ある時から行方不明になっていたが、四天王のひとりとして姿を現す。
『3』では終盤に登場。エクスティア達を圧倒するが、最期は聖翼戦姫セレスティアに敗北し死亡した。
『3』の後日談の『パラレルエピソード2』では記憶を失った状態でとある島で目撃されており、学校の教師をしている。
一方で、記憶喪失となっており、百合のことを覚えていない。
超越神姫レクスティア
楓が自身による技術と百合から奪った技術とをあわせることで完成させ、変身した姿。
専用の変身アニメがある。
超越双姫レクスティア・メイ（パラレルエピソード2に登場）
楓と百合が全てをやり直すために融合し、双子の姉妹として生まれ直した姿のうち、かつて楓だった者。右側にたらした銀色のロングサイドテールにハードパーツが着けられている。

#### 『光翼戦姫エクスティアコンチェルト』より登場
キレリ
『コンチェルト3』に登場する幹部の魔道具使いで、ワウリの双子の弟。
ワウリ
『コンチェルト4』に登場する幹部の魔道具使いで、キレリの双子の姉。
フェロクス
『コンチェルト フィナーレ』に登場する、異世界からやってきた侵略組織の幹部の一人。
モリス
『コンチェルト フィナーレ』に登場する、異世界からやってきた侵略組織の幹部の一人。

### 一般人
佐々原 佐緒里（ささはら さおり）
声 - 星野七海
久遠 今日子（くおん きょうこ）
声 - 広深香菜
水城 佳奈（みずき かな）
声 - 姫乃木つばさ
九条玉藻
声 - 七凪るとろ
『パラレルエピソード』に登場する教育実習生。

### その他
あらまき
『最凶魔法少女アリナ』からの客演。
『パラレルエピソード』に異世界からの妖精としてに登場。
妖狐玉藻
『パラレルエピソード』に登場。

## 作品用語
フィジカルフォトン (Physical Photon)
作中ではPPと略して表記される。人間が誰しも持つ潜在エネルギーで、発動時には光を伴い、物理的影響をもたらす。感情に左右されることで大きく増幅される。大抵の人は少なすぎたり使い方を知らないため日常生活に影響はない。
百合はこの潜在エネルギーの研究をしており、その過程で開発されたのがエクスティアシステムで、PPを増幅し活用することでエクスティアの力の源にすることができる。ただし、消費したPPを回復・蓄積させるためには性的快感が必要となるため、性行為によって快感を得てPPを供給する必要がある。
エクスデバイス
作中や公式サイトの用語集ではPPデバイスやPPドライブとも表記される。装着者のPPを引き出し、具現化するための装置で、これを使ってエクスティアへと変身する。真理奈は髪飾り型、リースはペンダント型、アザリンと紫織は十字星型、百合は細長い六角形型の物を用いる。
「ブライトフェザー・エクスパンション」という起動ワードを唱えることで起動するが、起動する際にも一定以上のPPを必要とする。変身後は胸の鎖骨の間に装着される。
方丈市（ほうじょうし）
物語の舞台となる学園都市で、最先端技術の研究施設を擁している。首都圏までは高速鉄道で1時間ほどの距離がある。市内には創真たちが通う男女共学の進学校桜代学園（さくらだいがくえん）、駅前には日々賑わいを見せデートスポットとしても活用されるショッピングモールのキューズがあり、市街から離れると自然にあふれている。
カルローン
現実世界とは別の空間にある異世界の名称。現実世界でいう中世程度の文明レベルだが、魔力を用いることによる高度な技術や器具によって一定水準の生活レベルは保たれている。現在は魔力の減少が起きているため、いずれ魔力が枯渇するのではと思われている。
魔導帝国ロギア
カルローンにある国家で皇帝の娘であるアザリンの出身地。カルローンの大陸を支配しようと目論見、さらには現実世界にも侵攻を始めている。
強大な魔力を持つ皇帝の側近として四天王がおり、その一人を隊長として先遣隊を組織、異世界ゲートを通り抜けて現実世界にやってきている。
パラディル王国
カルローンにある国家で、同国王女であるリースの出身地。帝国からの侵攻を受けている。
異世界ゲート
莫大な魔力をつぎ込むことで作られた、異世界同士を繋ぐゲート。カルローンから現実世界に向かうためのルートになるが、不安定なため長時間維持できず、人員や物資を送り込むにも分量が限られている。
ギルツシード
ロギアが十分な戦力を送り込めなかったこともあり、現地で兵隊を作るために開発したアイテムで、種のような外見で圧縮された魔力がこめられている。
対象となる人間に取り憑くことで魔力のコアとなり、欲望を増幅させ怪人化、帝国の尖兵と化す。

## スタッフ
- シナリオ：上田ながの
- 原画：inoino（メインシリーズ、パラレルエピソード、R）、神剣桜花（コンチェルト）

## 反響
『光翼戦姫エクスティア3』は萌えゲーアワード2020にて金賞・エロス系作品賞BLACKを受賞した。